# Кабреро (Чили)
Кабреро (исп. Cabrero) — город в Чили. Административный центр одноимённой коммуны. Население — 11 947 человек (2002).   Город и коммуна входит в состав провинции Био-Био и области Био-Био.
Территория коммуны — 639,8 км². Численность населения — 28 287 жителей (2007). Плотность населения — 44,21 чел./км².

## Расположение
Город  расположен в 62 км юго-восточнее административного центра области — города Консепсьон и в 48 км севернее административного центра провинции — города Лос-Анхелес.
Коммуна граничит:
- на севере — с коммуной Кильон
- на северо-востоке — с коммуной Пемуко
- на востоке — с коммуной Юнгай
- на юге — с коммуной Лос-Анхелес
- на западе — с коммуной Юмбель

## Демография
Согласно сведениям, собранным в ходе переписи Национальным институтом статистики,  население коммуны составляет 28 287 человек, из которых 14 275 мужчин и 14 012 женщин.
Население коммуны составляет 1,43 % от общей численности населения области Био-Био. 28,79 %  относится к сельскому населению и 71,21 % — городское население.

### Важнейшие населённые пункты коммуны
- Кабреро (город) — 11 947 жителей
- Монте-Агуила (город) — 6090 жителей